# 唐保黄
唐保黄（1907年—1947年10月17日），也做唐葆黄、唐保璜。湖北省应城人。中央陆军军官学校第八期。国民革命军将领。

## 生平
抗战前留学英国桑赫斯特军校。1938年10月中秋节在重庆与韩素音（后为著名女作家）结婚。1942年至1945年任中国驻英国大使馆武官。
1945年归国，在重庆任陆军大学兵学讲官。1946年1月出任军事调处执行部国民政府代表团办公室主任。后任东北保安司令长官部炮兵指挥部指挥官。
1947年10月出任暂编第五十一师少将师长。固守辽西阜新。东北秋季攻势中，1947年10月17日拂晓，东北野战军第七纵队第十九师2个团、骑兵一大队在阜新县地方武装配合下，攻打阜新县新邱街。中午，攻克新邱，驻新邱的国军暂编五十一师师部及第二团全部被歼。师长唐保黄乘汽车向海州撤逃，刚出发汽车中弹起火，唐葆黄在新邱街头吞枪自杀。此战共俘敌军上校以下官兵970余人，毙敌270人。暂编第五十一师第三团在朝阳被东北野战军第九纵队全歼。

## 著作
《第二次世界大战西欧战场观战实录》，56页。1945年12月重庆陆军大学初版，1947年5月于沈阳东北保安司令长官部《机械化杂志》社再版。内附与蒙哥马利合影等珍贵照片，大幅地图。杜聿明作序。